# Aprostocetus citripes
Aprostocetus citripes är en stekelart som först beskrevs av Thomson 1878.  Aprostocetus citripes ingår i släktet Aprostocetus och familjen finglanssteklar. Arten är reproducerande i Sverige. Inga underarter finns listade i Catalogue of Life.